# Asthenotricha quadrata
Asthenotricha quadrata är en fjärilsart som beskrevs av Claude Herbulot 1960. Asthenotricha quadrata ingår i släktet Asthenotricha och familjen mätare. Inga underarter finns listade i Catalogue of Life.